# دیال‌آباد
دیال‌آباد  روستایی از توابع بخش اسفرورین شهرستان تاکستان در استان قزوین ایران است.

## تاریخ
روستا در منطقه دشتابی غربی استان قزوین واقع می باشد و از نظر تقسیمات کشوری جزو بخش اسفرورین قرار دارد. هسته اولیه روستا که ظاهرا بر اثر بلایای طبیعی تخریب شده و بصورت تپه ای تاریخی در مرکز روستا قرار گرفته که ساکنین قدیمی روستا بنا به دلایل نامشخصی از این تپه تاریخی در حال حاضر بعنوان قبرستان روستا استفاده می کنند که در اکثر موارد و به هنگام حفر قبر برای میت آثار تاریخی از دل این تپه به دست می آید. این تپه تاریخی سندی محکم از پیشینه چند صدساله روستا بوده که در صورت گمانه زنی و حفاری تاریخ و فرهنگ روستا از دل آن بیرون خواهد آمد.
وجه تسمیه روستا
ظاهرا در قدیم دو پهلوان که از دشتابی عبور می کردند در محل فعلی روستا که منطقه خوش آب و هوایی بوده چادر می زنند و به کشت و کار مشغول می شوند و باعث به وجود آمدن هسته اولیه روستا شده که به همین مناسبت روستا در ابتدا به نام دو یل آباد (آباد شده توسط دو پهلوان) نامگذاری می شود که بعدها رفته رفته در گویشها و کاربرد زبانی به دیال آباد تبدیل می شود

## جمعیت
این روستا در دهستان خرم‌آباد قرار دارد و براساس سرشماری مرکز آمار ایران در سال ۱۳۸۵، جمعیت آن ۲٬۴۶۰ نفر (۶۲۵خانوار) بوده‌است. اهالی بومی جمعیت دائمی روستا را بیش از ۳٬۰۰۰ نفر می‌دانند که یکی از بزرگترین روستاهای استان قزوین است.
دیال آباد با بلوار ۳۵متری جدول کشی شده و آسفالت در مسیر اصلی روستاهای دیگر واقع شده و از یک سمت به آزادراه قزوین زنجان و جاده قدیم تاکستان و از سمت دیگر به جاده نوده و اتوبان متصل شده است.
روستای دیال آباد مفاخر و مشاهیر بسیاری را از گذشته تا به حال در خود پرورش داده است از جمله این افراد می توان به حاج ابوالفضل صنوبری دیال آبادی فرزندمرحوم ملاباقرصنوبری دیال ابادی اشاره کرد که ازشاگردان رجبعلی خیاط بود.

### زبان
زبان مردم دیال‌آباد مانند اکثر روستاهای دشت قزوین زبان ترکی آذربایجانیبا لهجه بومی و محلی این منطقه است.

### دین
اهالی دیال‌آباد مسلمان و شیعه هستند و ۲۲ تن در جنگ ایران و عراق شهید شده اند..

## امکانات
امکانات روستا در حد یک شهرک بوده که دارای پارک و فضای سبز،پمپ بنزین جایگاه سوخت دو منظوره، دو مدرسه ابتدایی و دو مدرسه راهنمایی دخترانه و پسرانه و دبیرستان و تالارو رستوران ، نان محلی، مسجد، پایگاه بسیج، خانه بهداشت، پست بانک و عابربانک،زمین فوتبال چمن با مساحت ۹۰۰متر مربع و سالن ورزشی، دفتر دهیاری و شورا میباشد و با وجود باغات میوه و مراتع سرسبز و فراوان می تواند به قطب گردشگری کشوری مبدل شود و با وجود باغات انگور با تنوع محصول می توان با جذب سرمایه گذار به احداث کارگاههای فرآوری این محصول مبادرت نموده و به کارآفرینی و ایجاد اشتغال جوانان روستا کمک کرد. همچنین به دلیل وزش بادهای دائمی امکان کشت انواع درختان زیتون نیز فراهم می باشد. 